# 변정일 (1942년)
변정일(邊精一, 1942년 5월 14일~)은 대한민국의 법조인, 정치인이다. 판사출신으로 제10·14·15대 국회의원과 초대 헌법재판소 사무처장(1988. 9.~1992. 1.)을 역임하였다. 제5대 제주국제자유도시개발센터 이사장(2009. 5.~2013. 6.)을 지냈다. 본관은 원주이고, 호는 석암(石巖)이다.
2018년 회고록인 《후회는 없다》를 발간하였다.

## 학력
- 신도초등학교
- 한림중학교
- 오현고등학교
- 서울대학교 법과대학 법학과
- 국방대학교 행정학사 15기(1969년)
- 서울대학교 사법대학원 법학석사
- 건국대학교 대학원 법학박사

## 경력
- 통일국민당 제주도 지구당 위원장
- 한나라당 제주도 지구당 위원장
- 제5회 사법시험 합격
- 육군 군법무관(육군 대위 예편)
- 1970년 10월~1973년 3월: 서울형사지방법원 판사
- 1978년 12월 12일 대한민국 제10대 국회의원 선거 당선[제주 제주도선거구(제주시·북제주군·남제주군), 무소속, 초선]
- 1979년 4월~1980년 10월: 제10대 국회의원
- 통일국민당 대변인
- 1988년 9월~1992년 1월: 초대 헌법재판소 사무처장
- 1992년 3월 24일 대한민국 제14대 국회의원 선거 당선(제주 서귀포시·남제주군, 무소속, 재선)
- 1992년 5월~1996년 5월: 제14대 국회의원(서귀포·남제주) 민주자유당
- 1996년 4월 11일 대한민국 제15대 국회의원 선거 당선(제주 서귀포시·남제주군, 신한국당, 3선)
- 1996년 5월~2000년 5월: 제15대 국회의원(서귀포시·남제주군) 신한국당
- 국회법사위원장, 윤리특별위원장
- 한나라당 정치개혁특위위원장, 한나라당 총재비서실장, 당무위원
- 동아대학교 겸임교수(2000년 8월~2001년 2월)
- 조선대학교 전임강사(2001년 2월~2002년 8월)
- 2004년 10월~2008년 2월 법무법인 한별 대표변호사
- 2008년 7월~2009년 5월 한나라당 제주도당 위원장
- 제주대학교 강사(헌법, 행정법)
- 2009년 5월~2013년 6월: 제주국제자유도시개발센터(JDC) 이사장[A]
- 대한민국헌정회 부회장

## 역대 선거 결과
|  | 22.63% |

|  | 23.92% |

|  | 21.68% |

|  | 46.19% |

|  | 34.12% |

|  | 43.68% |

|  | 40.44% |

## 같이 보기
- 서귀포시의 국회의원
- 서귀포시·남제주군
- 제주도선거구(제주시·북제주군·남제주군)
- 제주시의 국회의원